# Duplín, Stropkov
Duplín este o comună slovacă, aflată în districtul Stropkov din regiunea Prešov. Localitatea se află la altitudinea de 197 m deasupra n.m., se întinde pe o suprafață de 9,07 km2 și în 2017 număra 531 de locuitori.

## Istoric
Localitatea Duplín este atestată documentar din 1379.

## Demografie
| An:                | 1994 | 2004   | 2014    | 2024   |
| ------------------ | ---- | ------ | ------- | ------ |
| Număr de persoane: | 494  | 452    | 531     | 514    |
| Diferență:         |      | −8,50% | +17,47% | −3,20% |

| An:                | 2023 | 2024   |
| ------------------ | ---- | ------ |
| Număr de persoane: | 506  | 514    |
| Diferență:         |      | +1,58% |